# Andreas Asīmakopoulos
Andreas Asīmakopoulos (in greco Ανδρέας Ασημακόπουλος?; Alessandria d'Egitto, 14 gennaio 1889 – ...) è stato un nuotatore e pallanuotista greco.

## Biografia
Ha rappresentato la Grecia nel nuoto gareggiando nei 100 metri stile libero maschile ai Giochi di Stoccolma 1912 e nei tornei di pallanuoto ai Giochi di Anversa 1920 e di Parigi 1924.